# Мандерштерн, Карл Егорович
Карл Егорович Мандерштерн (нем. Karl Friedrich von Manderstierna; 1785—1862) — русский военачальник, генерал от инфантерии (7 апреля 1846), комендант Санкт-Петербургской крепости (1852-1862).

## Биография
Происходил из дворян Эстляндской губернии. Родился 21 февраля (4 марта) 1785 года на мызе Матсалу в семье Стена Гёрана (Георга) Мандерштерна (1743—1803).
Образование получил во 2-м кадетском корпусе, из которого выпущен 16 января 1805 года прапорщиком в Ряжский пехотный полк.
В сентябре того же года переведён во вновь сформированный Калужский пехотный полк адъютантом к графу А. Ф. Ланжерону, с которым совершил поход в Австрию против французов. За отличие в сражении при Аустерлице был награждён орденом Св. Анны 3-й степени.
19 марта 1806 года произведён в подпоручики. Во время кампании 1807 года в Восточной Пруссии Мандерштерн находился в свите императора Александра I и участвовал при взятии Либштадта, в генеральном сражении при Прейсиш-Эйлау и делах под Гуттштадтом, Гейльсбергом и Фридландом, а также во многих авангардных стычках. За отличие при Прейсиш-Эйлау Мандерштерн получил особый золотой знак и Высочайшее благоволение. 6 сентября 1807 года Мандерштерн был переведён в Псковский пехотный полк и вскоре произведён в поручики.
1 января 1808 года Мандерштерн был назначен дивизионным адъютантом к генерал-лейтенанту Е. И. Маркову и в 1809—1811 года находился в походе против турок. В 1810 году переведён в Куринский пехотный полк. Участвовал в блокаде и штурме Браилова, при взятии Мачина, при осаде Силистрии, штурме Базарджика, в делах под Шумлой и Рущуком. Его военные подвиги были вознаграждены орденом Св. Владимира 4-й степени и золотой шпагой с надписью «За храбрость» (7 октября 1811 года).
В 1811 году Мандерштерн был зачислен в Свиту Его Императорского Величества по квартирмейстерской части (будущий Генеральный штаб).
В Отечественную войну 1812 года Мандерштерн исправлял должность обер-квартирмейстера при 8-м корпусе и участвовал в сражениях при Бородино, Тарутино, Малоярославце, Красным и во многих других делах. За отличия получил чины штабс-капитана и капитана.
По переходе русских войск за границу Мандерштерн состоял при М. А. Милорадовиче и сражался при Люцене, Бауцене и Дрездене. За отличие в Кульмском бою он был награждён орденом Св. Анны 2-й степени и особым прусским Железным крестом. В Битве народов под Лейпцигом он был ранен пулей в левую ногу. В кампании 1814 года во Франции Мандерштерн сражался при Монмирале, Арси-сюр-Об, Фершампенуазе и завершил свой поход участием в штурме Парижа. За отличие был произведён в подполковники.
1 января 1816 года Мандерштерн получил чин полковника и вскоре был назначен обер-квартирмейстером Гвардейского корпуса; 30 августа 1824 года был произведён в генерал-майоры с назначением состоять при начальнике 1-й пехотной дивизии; 26 мая 1826 года был назначен командиром 2-й бригады 3-й пехотной дивизии, а в октябре 1830 года перемещён на ту же должность в 1-ю бригаду 1-й пехотной дивизии.
Когда в Польше вспыхнул бунт, Мандерштерн был назначен командиром Ковенского отряда, однако по прибытии в Гродно ему был перепоручен в начальствование другой отряд, назначенный для действий в приграничных с Восточной Пруссией районах. Перейдя границу, Мандерштерн 24 января 1831 года занял город Августов и стал очищать от мятежников Августовское воеводство; 6 февраля он соединился с главными силами Гренадерского корпуса и возглавил корпусной авангард. В сражении 11—12 февраля при Зегрже он отбил кавалерийскую атаку войск Круковецкого, в сражении под Гроховым прикрывал фланговый марш князя Шаховского.
С 17 марта Мандерштерн командовал 1-й пехотной дивизией; 10 апреля при производстве рекогносцировки он атаковал три польских уланских полка и разбил их, после чего атаковал Минск. Под Остроленкой сделал обход правого крыла неприятеля и будучи несколько раз атакован на Наревских позициях отбил все атаки. В этом деле Мандерштерн был тяжело ранен в левую челюсть с повреждением кости и потерей нескольких зубов; 22 августа 1831 года был награждён орденом Св. Георгия 3-й степени (№ 432 по кавалерским спискам)
В воздаяние отличнаго мужества и храбрости, оказанных в сражении против польских мятежников 14 мая при Остроленке.

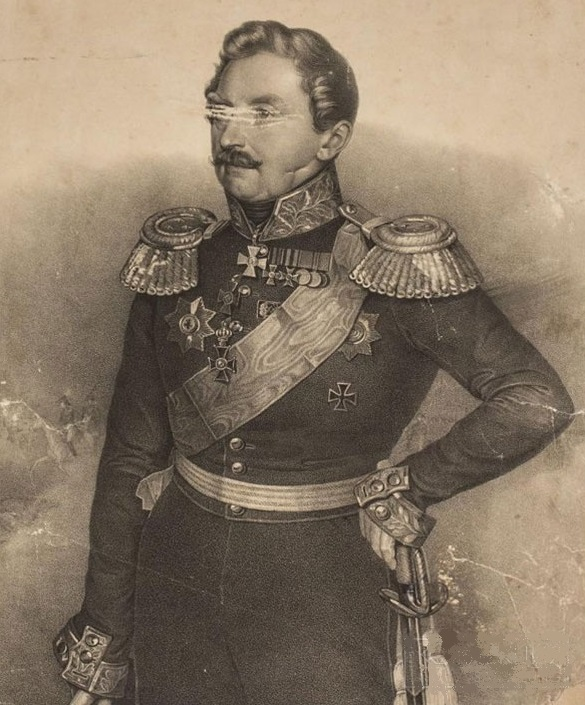
Карл Егорович Мандерштерн. Рисунок около 1838 г.

За другие отличия против поляков он получил орден Святой Анны 1-й степени и польский знак отличия за военное достоинство 2-й степени.
3 мая 1831 года Мандерштерн был произведён в генерал-лейтенанты и утверждён в должности командира 1-й пехотной дивизии, которой командовал почти восемь лет. В 1833 году награждён орденом Святого Владимира 2-й степени.
К этому времени относится характеристика, данная К. Ф. Толем: «Отличный дивизионный Командир, имеет хорошие военные познания. Любим подчинёнными, блистательной храбрости; может командовать Авангардом; но слаб к подчинённым по особенному добродушию». Добродушие Мандерштерна подчеркивается и в воспоминаниях его внучатого племянника Н. Е. Врангеля: «Дед действительно был на редкость мягкой души человек, и в городе его называли не иначе как "Заступница усердная"».
В 1839 году он был назначен на должность коменданта Риги; 7 апреля 1846 года произведён в генералы от инфантерии, 11 февраля 1848 года назначен членом генерал-аудиториата.
22 апреля 1852 года Мандерштерн был назначен комендантом Санкт-Петербургской крепости, а через несколько дней (28 апреля) директором Чесменской военной богадельни и членом Военного совета; 12 апреля 1859 года награждён орденом Святого Александра Невского.
Скончался Мандерштерн 19 апреля (1 мая) 1862 года в Висбадене, где находился на лечении. Похоронен в Риге на Яковлевском участке Большого кладбища, могила не сохранилась.

## Награды
Российские:
- Орден Святой Анны 3-й (4-й) степени (24 февраля 1806)
- Крест «За победу при Прейсиш-Эйлау» (1807)
- Орден Святого Владимира 4-й степени с бантом (25 июля 1810)
- Золотая шпага с надписью «За храбрость» (7 октября 1811)[5]
- Орден Святой Анны 2-й степени (15 сентября 1813)
- Орден Святого Георгия 3-й степени (22 августа 1831, № 432 по кавалерским спискам)
- Орден Святой Анны 1-й степени (16 сентября 1831)
- Польский знак отличия за военное достоинство 2-й степени (1832)
- Орден Святого Владимира 2-й степени (5 августа 1833)
- Орден Белого орла (8 апреля 1845)
- Орден Святого Александра Невского (12 апреля 1859)
- Знак отличия беспорочной службы за XLV лет (22 августа 1852)

Иностранная:
- Кульмский крест (1816)

Мандерштерн также носил золотой крест за взятие Базарджика, хотя прав на это не имел, т.к. за отличие при штурме крепости 22 мая 1810 года уже был награждён орденом Св. Владимира 4-й ст. с бантом, а крестом награждались лишь офицеры, которые за штурм вовсе не получили орденов. В 1830 году о ситуации было доложено императору Николаю I, который повелел «воспретить носить генерал-майору Мандерштерну Базарджикский знак», а награда была исключена из формулярного списка генерала.

## Семья
Его братья также служили в армии и достигли генеральских чинов:
- Август — генерал-лейтенант
- Алексей — генерал-майор
- Евгений (1796—1866) — генерал-лейтенант.

С 13 июля 1814 года был женат на Вильгемине фон Хейден (1796—1847). В семье родилось 10 детей, из которых двое сыновей умерли во младенчестве. Сын Александр (1817—1888) был начальником 10-й пехотной дивизии, а затем членом Александровского комитета о раненых и генералом от инфантерии.